# EBOH in het seizoen 1960/61
Het seizoen 1960/1961 was het zevende jaar in het bestaan van de Dordtse betaaldvoetbalclub EBOH. De club kwam uit in de Eerste divisie B en eindigde daarin op de 16e plaats. Tevens deed de club mee aan het toernooi om de KNVB beker, hierin werd het team in de groepsfase uitgeschakeld.

## Wedstrijdstatistieken

### Eerste divisie B
|       | Be Quick | Blauw-Wit | DHC   | Eindhoven | Excelsior | Go Ahead | 't Gooi | Heerenveen | Helmond | Heracles | RCH   | SHS   | Sittardia | SVV   | VSV   | Wageningen | ZFC   |
| ----- | -------- | --------- | ----- | --------- | --------- | -------- | ------- | ---------- | ------- | -------- | ----- | ----- | --------- | ----- | ----- | ---------- | ----- |
| Thuis | 1 – 3    | 2 – 3     | 0 – 2 | 1 – 1     | 2 – 1     | 1 – 0    | 3 – 3   | 0 – 0      | 1 – 1   | 0 – 3    | 4 – 4 | 3 – 1 | 2 – 1     | 2 – 1 | 3 – 4 | 2 – 1      | 0 – 2 |
| Uit   | 4 – 1    | 5 – 0     | 1 – 0 | 5 – 1     | 5 – 1     | 3 – 3    | 4 – 3   | 0 – 2      | 0 – 2   | 11 – 0   | 1 – 2 | 1 – 0 | 2 – 0     | 1 – 1 | 5 – 0 | 6 – 0      | 4 – 1 |

### KNVB beker
| Groepsfase                                    | D.F.C.                                                                                         | 6 – 2 (3 – 1) | EBOH                                       |
| 14 augustus 1960 Plaats: Dordrecht Krommedijk | Freek Bellaard 5' (pen.) Wim de Kreek 12', 50' Joop van Linstee 42', 78' Fons van Rosmalen 72' |               | 9' Leen de Visser 77' Dick de Boeff        |
| Groepsfase                                    | EBOH                                                                                           | 0 – 5 (0 – 1) | NAC                                        |
| 17 augustus 1960 Plaats: Dordrecht Zuidendijk |                                                                                                |               | –', –', –', –' Leo Canjels Hein van Gastel |
| Groepsfase                                    | Baronie                                                                                        | 2 – 1 (1 – 0) | EBOH                                       |
| 30 oktober 1960 Plaats: Breda De Blauwe Kei   | Ad Kop 35' Kees Groeneveld 67'                                                                 |               | 75' Arie Hegemans                          |
| Groepsfase                                    | EBOH                                                                                           | 1 – 3 (0 – 1) | RBC                                        |
| 12 februari 1961 Plaats: Dordrecht Zuidendijk | Jos Haneveer –' (e.d.)                                                                         |               | 12', 64' Kees Cools 54' Piet Bruijninckx   |

## Statistieken EBOH 1960/1961

### Eindstand EBOH in de Nederlandse Eerste divisie B 1960 / 1961
| Stand | Gespeeld | Gewonnen | Gelijk | Verloren | Punten | Doelpunten voor | Doelpunten tegen |
| ----- | -------- | -------- | ------ | -------- | ------ | --------------- | ---------------- |
| 16e   | 34       | 9        | 7      | 18       | 25     | 44              | 89               |

### Topscorers
| #      | Naam           | Goal |
| ------ | -------------- | ---- |
| 1.     | Leen de Visser | 12   |
| 2.     | Henk Tak       | 9    |
| 3.     | Dick de Boeff  | 8    |
| 4.     | G. van Kooten  | 4    |
| 5.     | Henk de Visser | 3    |
| 6.     | Arie Hegemans  | 2    |
| 6.     | Bertus Spoor   | 2    |
| 8.     | Harry Broeders | 1    |
| 8.     | Ad de Geus     | 1    |
| 8.     | Piet Schoon    | 1    |
| 8.     | Wietse Smid    | 1    |
| Totaal | Totaal         | 44   |

| #              | Naam               | Goal |
| -------------- | ------------------ | ---- |
| 1.             | Dick de Boeff      | 1    |
| 1.             | Arie Hegemans      | 1    |
| 1.             | Leen de Visser     | 1    |
| Eigen doelpunt |                    |      |
| –              | Jos Haneveer (RBC) | 1    |
| Totaal         | Totaal             | 4    |